# The Pioneers (honkbal- en softbalvereniging)
The Pioneers is een honkbal- en softbalvereniging uit Assen in de Nederlandse provincie Drenthe.

## Geschiedenis
De vereniging werd opgericht op 21 april 1971 door Bert van der Scheer en Henk Schreurs. In 1996 werd het 25-jarig bestaan gevierd met een feestelijke opening van het nieuwe sportcomplex, gedeeld met hockeyvereniging HVA aan het Dijkveldpad 1 te Assen.

## Vereniging
De vereniging heeft een honkbalafdeling en een softbalafdeling. Het eerste herenhonkbalteam komt uit in de vierde klasse van de KNBSB. De honkbalafdeling bestaat uit een Senioren, Junioren, Aspiranten en Pupillen team (voor jongens en meisjes van ongeveer 8-12 jaar). De competitiewedstrijden worden voor de jeugd en junioren op zaterdag en voor de senioren op zondag gespeeld. De softbalafdeling bestaat uit een Seniorenteam voor meisjes en dames vanaf ongeveer 15 jaar. De competitiewedstrijden worden op zondag gespeeld. De Recreatie softbal bestaat uit een gemengd (M/V) team (voor senioren) en speelt “fast pitch” softbal. De wedstrijden worden doordeweeks gespeeld, op maandagavond om 19:30 uur.